# 다인용 체스
다인용 체스는 여러명이서 두는 변형 체스 종류이다.

## 3인용 체스

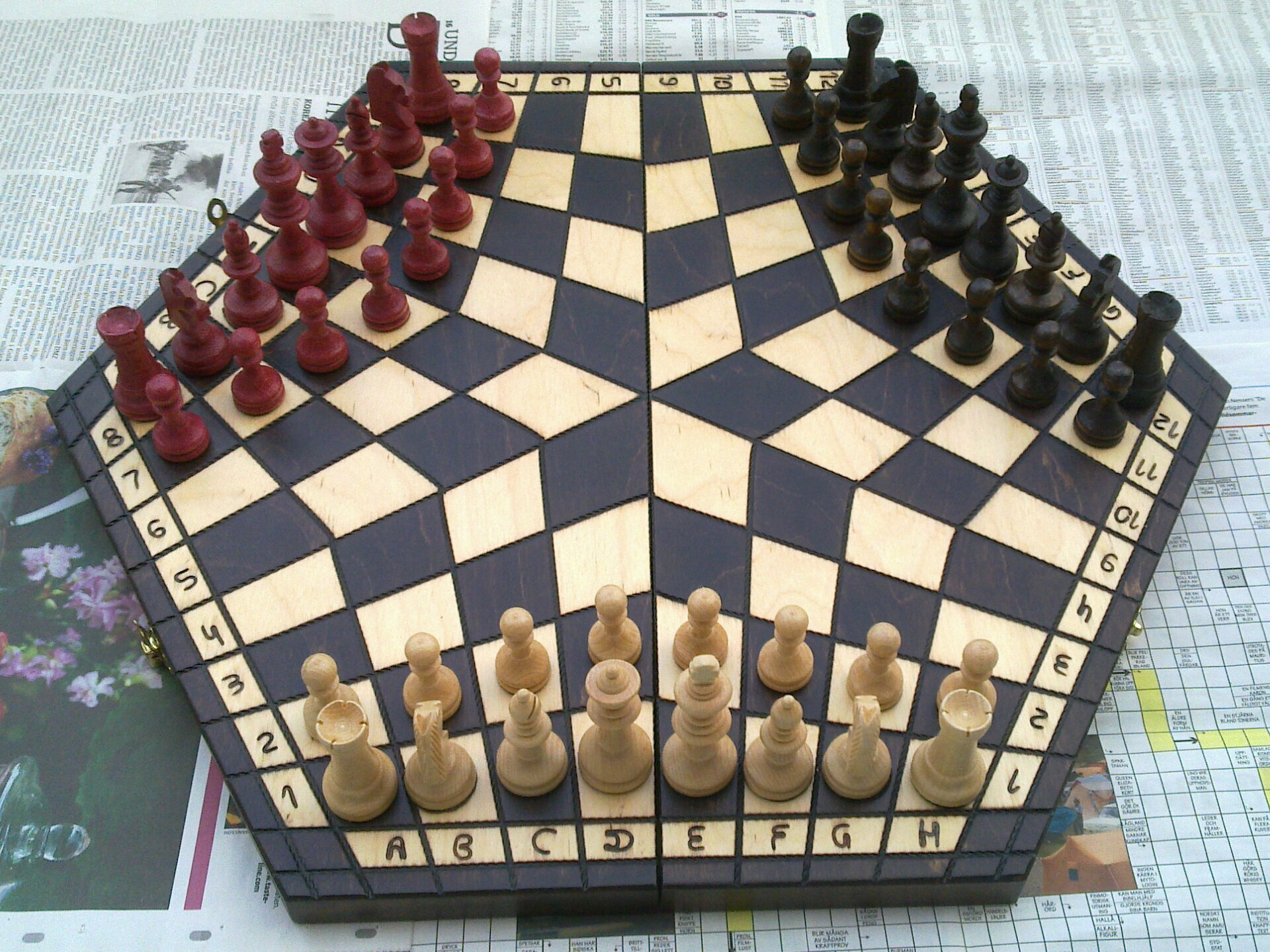
정육각형을 96칸으로 나눈 체스판

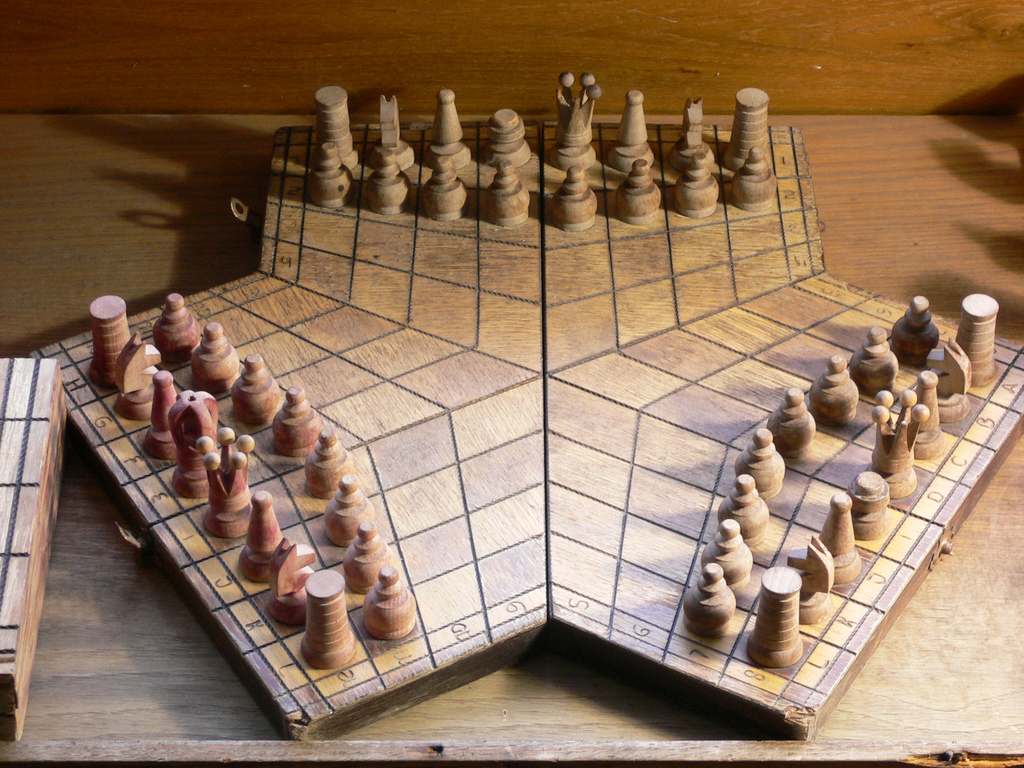
Chess for three 96개의 사각형으로 Y자형의 체스판을 만들었다.

3인용 체스는 세 명이서 두는 변형 체스이다. 셀이 육각형인 육각형 체스의 경우, 셀이 사각형이고 판이 Y자나 육각형인 경우, 셀이 삼각형인 경우, 판이 정사각형인 경우, 판이 원형인 경우 등이 있다.

## 4인용 체스

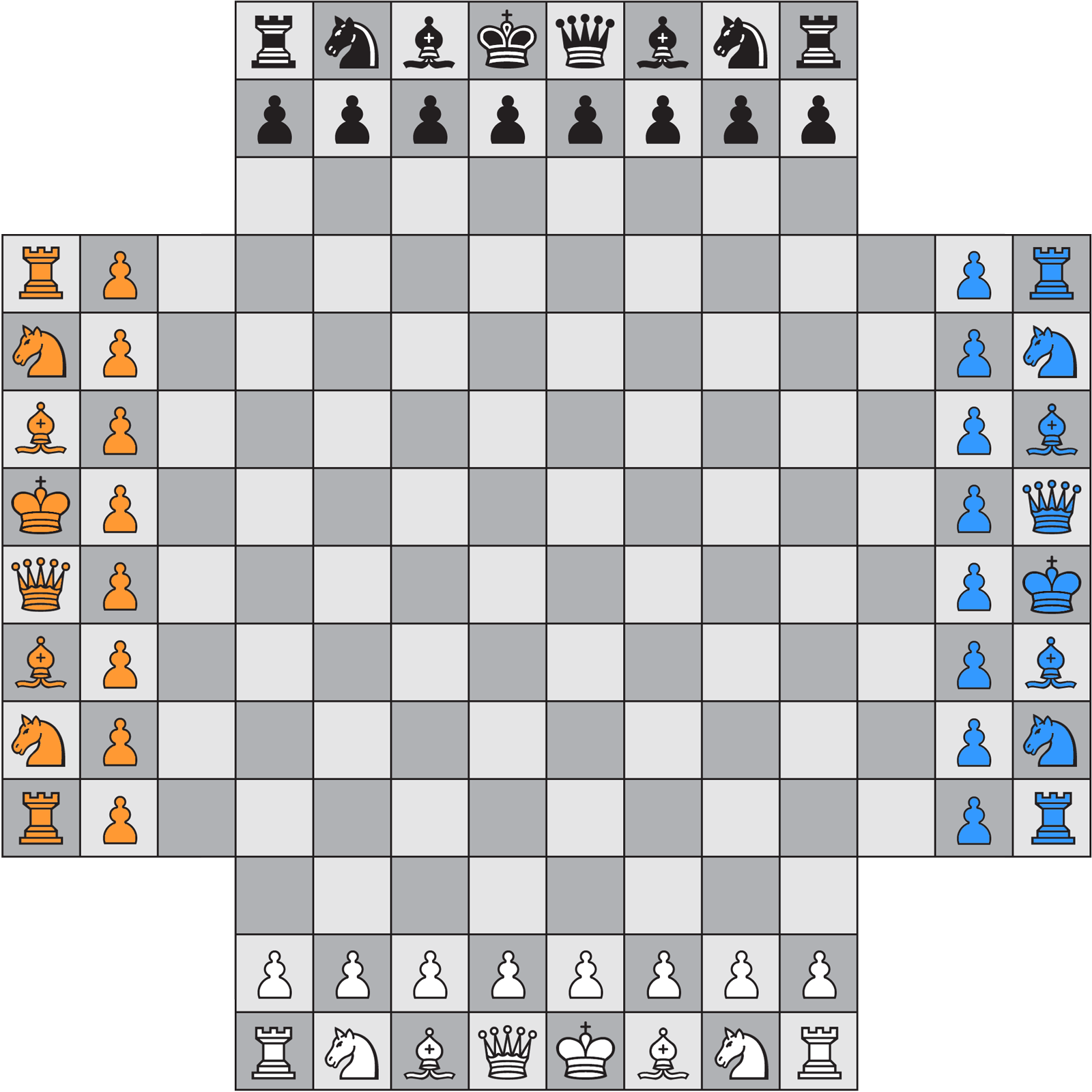
십자형 체스판

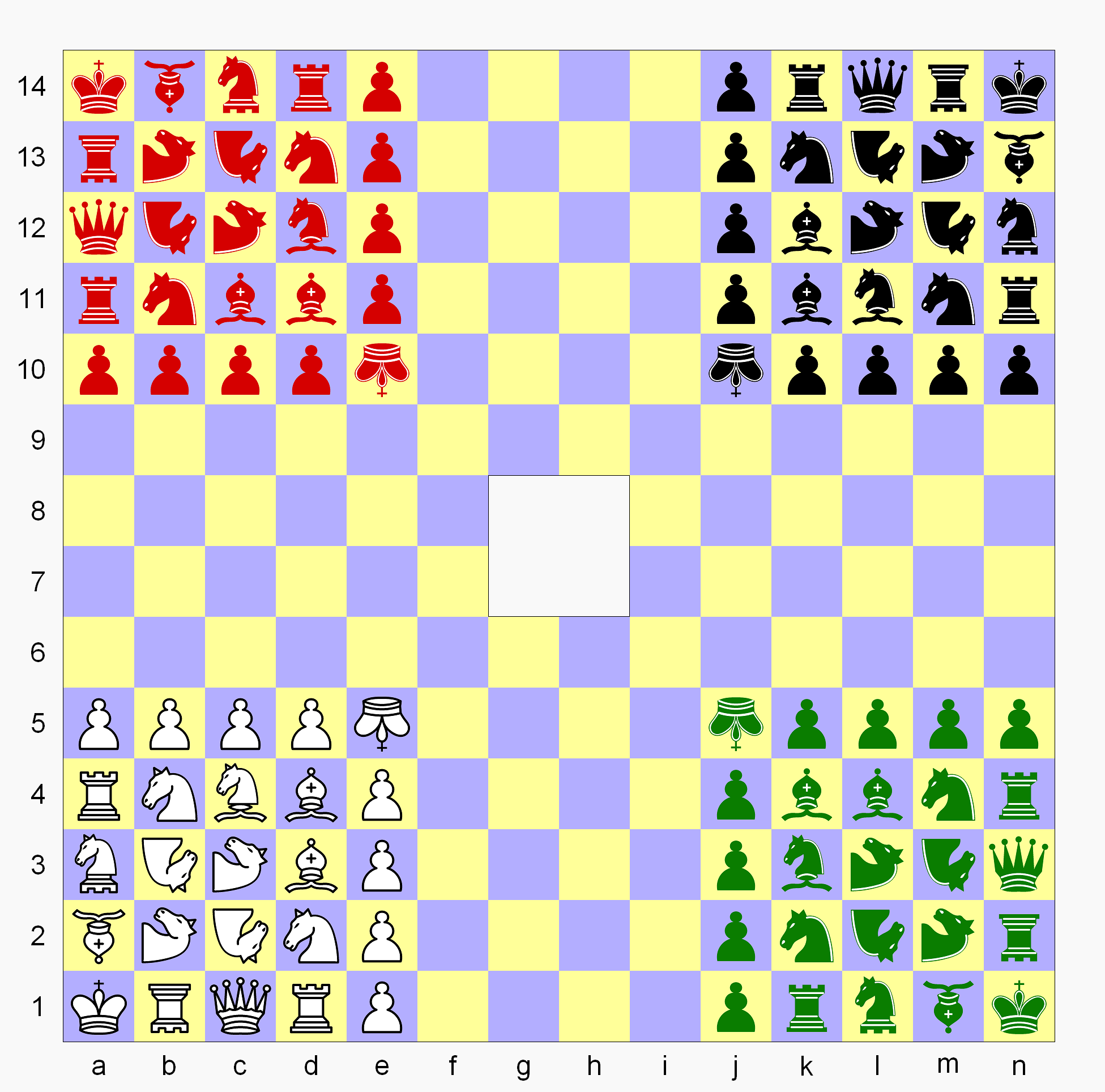
콰트로체스(Quatrochess) 체스판, 표준 기물은 체스와 같고 변형 체스 기물로 챈슬러, 아치비숍은 두 표준 기물을 합친 것으로 표시했다. 맨은 뒤집힌 킹, 와지르는 뒤집힌 룩, 퍼즈는 뒤집힌 비숍, 캐멀은 가로로 눕힌 나이트, 지라프는 뒤집힌 나이트로 표시했다.

4인용 체스는 십자형의 게임판을 사용하는 경우, 정사각형의 체스판을 사용하고 꼭짓점에 기물을 배치한 경우가 있다. 온라인 체스 게임도 있다. https://www.chess.com/4-player-chess

## 5인용 체스
4인용 체스판을 변형한 5인용 체스가 있다.

## 6인용 체스
장애를 앓고 있는 인도의 소년 흐리다예시와르 싱 바티(Hridayeshwar Singh Bhati)는 원형 체스판을 사용하는 6인용 체스를 개발했다.
육각형 체스와 삼각형 체스의 6인용 버전도 있다.

## 7인용 체스
사마광이 7인용 체스를 개발했다.